# Tour de Münster 2018

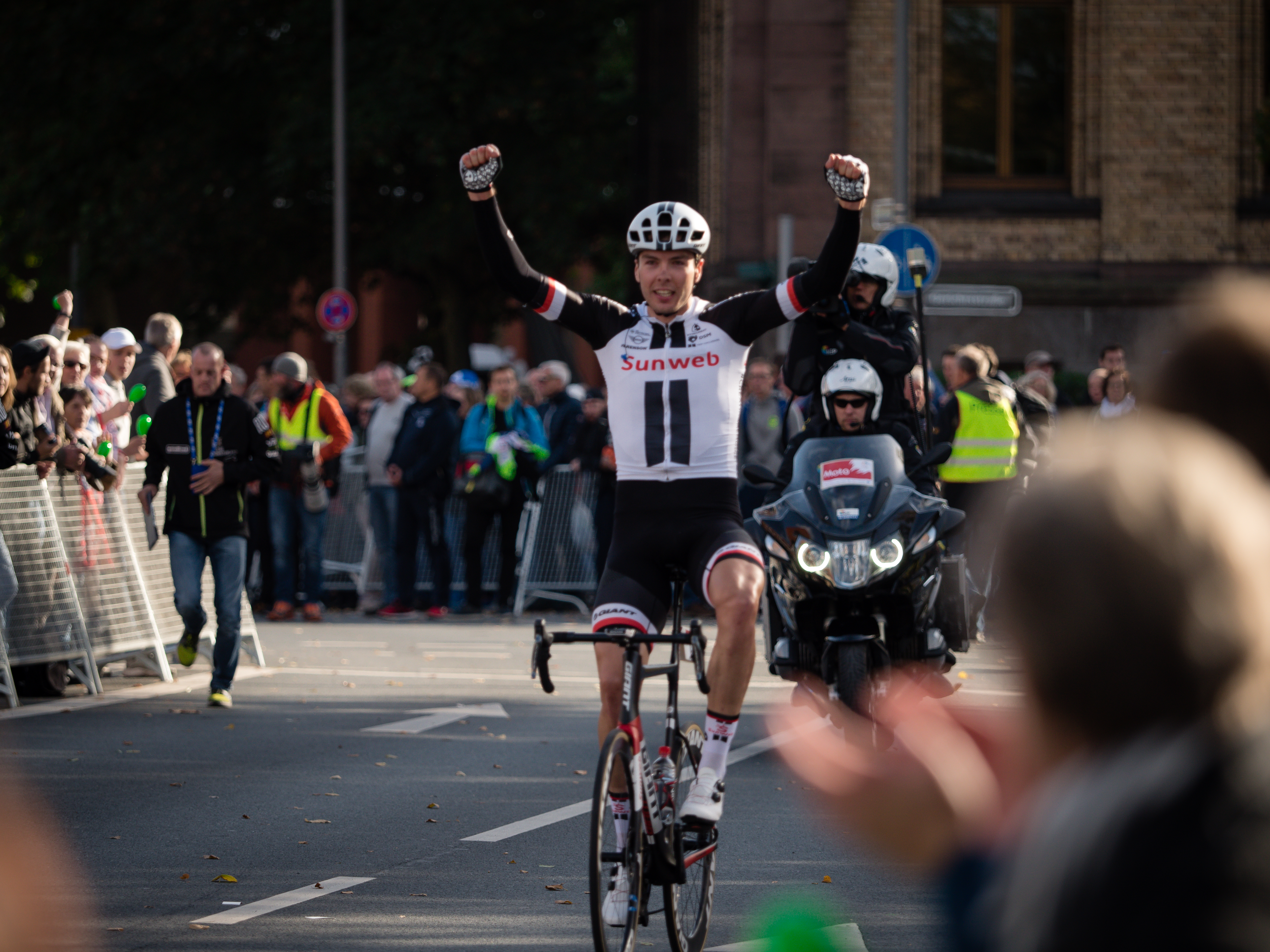
Max Walscheid lève les bras après la ligne d'arrivée

La 13e édition du Tour de Münster a eu lieu le 3 octobre 2018 entre Wadersloh et Münster, sur une distance de 195 kilomètres. Elle fait partie du calendrier UCI Europe Tour 2018 en catégorie 1.HC.
La course est remportée au sprint par le cycliste allemand Max Walscheid de l'équipe Sunweb. Ses compatriotes John Degenkolb (Trek-Segafredo) et Nils Politt (Katusha-Alpecin) complètent le podium.

## Présentation

### Équipes
Vingt-trois équipes sont au départ de la course : sept équipes UCI WorldTeam, neuf équipes continentales professionnelles et sept équipes continentales.
| WorldTeams (7)- Bora-Hansgrohe - Team Sunweb - Katusha-Alpecin - Trek-Segafredo - Lotto Soudal - Dimension Data - Quick-Step Floors Équipes continentales professionnelles (9)- Cofidis, Solutions Crédits - Gazprom-RusVelo - CCC Sprandi Polkowice - Roompot-Nederlandse Loterij - Sport Vlaanderen-Baloise - Team Novo Nordisk - WB-Aqua Protect-Veranclassic - Wanty-Groupe Gobert - Israel Cycling Academy Équipes continentales (7)- Bike Aid - Heizomat Rad-Net.De - LKT Brandenburg - Dauner D&DQ-Akkon - Lotto-Kern-Haus - Team Sauerland NRW p/b SKS GERMANY - Leopard |
| |

## Classement final
| \| Classement général \| Classement général \| Classement général \| Classement général \| Classement général \| \| Coureur \| Coureur \| Pays \| Équipe \| Temps \| \| ------------------ \| ------------------ \| ------------------ \| ------------------------ \| ------------------ \| \| 1er \| Max Walscheid \| Allemagne \| Team Sunweb \| 4 h 42 min 15 s \| \| 2e \| John Degenkolb \| Allemagne \| Trek-Segafredo \| + 0 s \| \| 3e \| Nils Politt \| Allemagne \| Katusha-Alpecin \| + 0 s \| \| 4e \| André Greipel \| Allemagne \| Lotto-Soudal \| + 0 s \| \| 5e \| Pascal Ackermann \| Allemagne \| Bora-Hansgrohe \| + 0 s \| \| 6e \| Florian Sénéchal \| France \| Quick-Step Floors \| + 0 s \| \| 7e \| Alexander Krieger \| Allemagne \| Leopard Pro Cycling \| + 0 s \| \| 8e \| Mathias Van Gompel \| Belgique \| Sport Vlaanderen-Baloise \| + 0 s \| \| 9e \| Szymon Sajnok \| Pologne \| CCC Sprandi Polkowice \| + 0 s \| \| 10e \| Lucas Carstensen \| Allemagne \| Bike Aid \| + 0 s \| |                    |           |                          |                 |
| |                    |           |                          |                 |
| Source : ProCyclingStats |                    |           |                          |                 |
| Classement général |                    |           |                          |                 |
| Coureur | Coureur            | Pays      | Équipe                   | Temps           |
| 1er | Max Walscheid      | Allemagne | Team Sunweb              | 4 h 42 min 15 s |
| 2e | John Degenkolb     | Allemagne | Trek-Segafredo           | + 0 s           |
| 3e | Nils Politt        | Allemagne | Katusha-Alpecin          | + 0 s           |
| 4e | André Greipel      | Allemagne | Lotto-Soudal             | + 0 s           |
| 5e | Pascal Ackermann   | Allemagne | Bora-Hansgrohe           | + 0 s           |
| 6e | Florian Sénéchal   | France    | Quick-Step Floors        | + 0 s           |
| 7e | Alexander Krieger  | Allemagne | Leopard Pro Cycling      | + 0 s           |
| 8e | Mathias Van Gompel | Belgique  | Sport Vlaanderen-Baloise | + 0 s           |
| 9e | Szymon Sajnok      | Pologne   | CCC Sprandi Polkowice    | + 0 s           |
| 10e | Lucas Carstensen   | Allemagne | Bike Aid                 | + 0 s           |

## Classements UCI
La course attribue aux coureurs le même nombre de points pour l'UCI Europe Tour 2018 et le Classement mondial UCI.
| Position           | 1er | 2e  | 3e  | 4e  | 5e | 6e | 7e | 8e | 9e | 10e | 11e | 12e | 13e | 14e | 15e | 16e à 30e | 31e à 40e |
| Classement général | 200 | 150 | 125 | 100 | 85 | 70 | 60 | 50 | 40 | 35  | 30  | 25  | 20  | 15  | 10  | 5         | 3         |

| 1  | Max Walscheid      | Sunweb                   | 200 |
| 2  | John Degenkolb     | Trek-Segafredo           | 150 |
| 3  | Nils Politt        | Katusha-Alpecin          | 125 |
| 4  | André Greipel      | Lotto-Soudal             | 100 |
| 5  | Pascal Ackermann   | Bora-Hansgrohe           | 85  |
| 6  | Florian Sénéchal   | Quick-Step Floors        | 70  |
| 7  | Alexander Krieger  | Leopard                  | 60  |
| 8  | Mathias Van Gompel | Sport Vlaanderen-Baloise | 50  |
| 9  | Szymon Sajnok      | CCC Sprandi Polkowice    | 40  |
| 10 | Lucas Carstensen   | Bike Aid                 | 35  |